# Prawa natury
Prawa natury – wydany w 2006 tomik wierszy autorstwa Ryszarda Kapuścińskiego. Drugi – po Notesie tomik wierszy tego autora.

## Informacje o książce
- ISBN 83-08-03828-X
- Wydawnictwo Literackie, Kraków 2006